# 艾爾斯伯里 (英國國會選區)
艾爾斯伯里（英語：Aylesbury），英國國會一郡選區，位於白金漢郡，包括艾爾斯伯里韋爾南部和威科姆區中部。
始設於1553年，當時為應選兩席的自治市選區。1885年改為郡選區，應選一席。本區自1924年以來一直為保守黨人士所佔據。保守黨的大衛·利汀頓自1992年起一直連任。